# Kitajski izrek o ostankih
Kitajski izrek o ostankih govori o kongruencah v teoriji števil in njihovih posplošitvah v abstraktni algebri. Prvič ga je brez dokaza objavil kitajski matematik Sun Či (Sun-tzu) v 5. stoletju v svojem delu Sun Čijeva klasična matematika.
V osnovni obliki kitajski izrek o ostankih določa takšno število n, da, če ga delimo z danimi delitelji, bodo pri deljenju ostali dani ostanki.
Katero je na primer najmanjše število n, da, kadar ga delimo s 3, da ostanek 2, kadar ga delimo s 5, da ostanek 3, in kadar ga delimo s 7, da ostanek 2? Običajni uvodni zgled je ženska, ki pove policaju, da je izgubila svojo košaro z jajci. Če je iz nje na enkrat vzela ven 3 jajca, sta v košari ostali 2 jajci, če jih je vzela ven 5, jih je ostalo 3, in, če jih je vzela ven 7, sta ostali 2. Kakšno je najmanjše število jajc v košari? Odgovor na oba problema je 23. Vse rešitve pa imajo obliko 23 + 105k za poljubna nenegativna cela števila k ≥ 0. Problem lahko opišemo s splošnim sistemom enačb:
{\displaystyle n=ax+r_{1}=by+r_{2}=cz+r_{3}\!\,,}
oziroma posebej:
{\displaystyle n=3x+2=5y+3=7z+2\!\,.}

## Izrek
Naj bodo n1, ..., nk naravna števila večja od 1, ki se pogosto imenujejo moduli ali delitelji. Naj bo N produkt vseh ni.
Če so si ni med sabo tuji in če so a1, ..., ak cela števila, kjer velja 0 ≤ ai < ni za vsak i, nam kitajski izrek o ostankih pove, da obstaja eno in samo eno celo število x, da velja 0 ≤ x < N in da je ostanek evklidskega deljenja x z ni enak ai za vsak i.
To se lahko drugače pove v obliki kongruenc:
Če so si vsi ni med sabo tuji in če so a1, ..., ak katerakoli cela števila, potem obstaja tako celo število x, da velja
{\displaystyle {\begin{aligned}x&\equiv a_{1}{\pmod {n_{1}}}\\&\,\,\,\vdots \\x&\equiv a_{k}{\pmod {n_{k}}},\end{aligned}}}
in katerikoli dve rešitvi, recimo x1 in x2, sta kongruentni v modulu N, torej x1 ≡ x2 (mod N).
V abstraktni algebri se izrek po navadi navede kot: če so si vsi ni med sabo tuji, potem preslikava
{\displaystyle x{\bmod {N}}\;\mapsto \;(x{\bmod {n}}_{1},\,\ldots ,\,x{\bmod {n}}_{k})}
definira izomorfizem kolobarja
{\displaystyle \mathbb {Z} /N\mathbb {Z} \cong \mathbb {Z} /n_{1}\mathbb {Z} \times \cdots \times \mathbb {Z} /n_{k}\mathbb {Z} }
med kolobarji celih števil modula N in direktni produkt kolobarjev celih števil ni. To pomeni, da se lahko pri izdelavi zaporedja aritmetičnih operacij v {\displaystyle \mathbb {Z} /N\mathbb {Z} } uporabi tudi izračun neodvisno v vsakem {\displaystyle \mathbb {Z} /n_{i}\mathbb {Z} } in se potem dobi rezultat z dodajanjem izomorfizma (od desne proti levi). To je lahko veliko hitreje kot direktni izračun, če so N in število operacij velike. To se pogosto uporablja pod izrazom večmodularni izračun za linearno algebro nad celimi števili ali racionalnimi števili.
Izrek obstaja tudi v jeziku kombinatorike kot dejstvo, da neskončna aritmetična zaporedja celih števil oblikujejo Hellyjevo družino.

## Dokaz
Obstoj in unikatnost rešitve se lahko dokaže neodvisno. Toda prvi dokaz obstoja, ki je podan spodaj, to unikatnost uporablja.

### Unikatnost
Naj bosta tako x in tako y rešitvi vsem kongruencam. Ker x in y pri deljenju z ni podata enak ostanek, je njuna razlika x − y večkratnik vsakega ni. Ker so si vsi ni med sabo tuji, njihov produkt N deli tudi x − y in torej sta x in y kongruentna v modulu N. Če smo predpostavili, da sta x in y nenegativna in manj kot N (kot v prvi trditvi izreka), je njuna razlika lahko tudi večkratnik od N natanko takrat, ko je x = y.

### Obstoj (prvi dokaz)
Preslikava
{\displaystyle x{\bmod {N}}\mapsto (x{\bmod {n}}_{1},\ldots ,x{\bmod {n}}_{k})}
slika kongruenčne razrede modula N v zaporedja kongruenčnih razredov modula ni. Dokaz unikatnosti pokaže, da je ta preslikava injektivna. Ker imata domena in kodomena te preslikave enako število elementov, je preslikava tudi surjektivna, kar dokaže obstoj te rešitve.
Ta dokaz je zelo preprost, toda ne ponudi nobenega načina za izračun rešitve. Ne more se tudi posplošiti na ostale situacije, toda drugi dokazi pa se lahko.

### Obstoj (konstruktivni dokaz)
Obstoj se lahko dobi z eksplicitno konstrukcijo x. To konstrukcijo se lahko razdeli na dva koraka: najprej se reši problem na primeru dveh modulov, nato pa se ga z indukcijo razširi na katerokoli število modulov.

#### Primer dveh modulov
Želimo rešiti sistem:
{\displaystyle {\begin{aligned}x&\equiv a_{1}{\pmod {n_{1}}}\\x&\equiv a_{2}{\pmod {n_{2}}},\end{aligned}}}
kjer sta si {\displaystyle n_{1}} in {\displaystyle n_{2}} tuji.
Bézoutova identiteta nam poda obstoj dveh celih števil {\displaystyle m_{1}} in {\displaystyle m_{2}}, da velja 
{\displaystyle m_{1}n_{1}+m_{2}n_{2}=1.}
Celi števili {\displaystyle m_{1}} in {\displaystyle m_{2}} se lahko izračuna z razširjenim evklidovim algoritmom.
Rešitev je podana s
{\displaystyle x=a_{1}m_{2}n_{2}+a_{2}m_{1}n_{1}.}
Torej, 
{\displaystyle {\begin{aligned}x&=a_{1}m_{2}n_{2}+a_{2}m_{1}n_{1}\\&=a_{1}(1-m_{1}n_{1})+a_{2}m_{1}n_{1}\\&=a_{1}+(a_{2}-a_{1})m_{1}n_{1},\end{aligned}}}
Iz tega sledi, da {\displaystyle x\equiv a_{1}{\pmod {n_{1}}}.} Druga kongruenca se dokaže podobno.

#### Splošni primer
Naj bo zaporedje kongruenčnih enačb:
{\displaystyle {\begin{aligned}x&\equiv a_{1}{\pmod {n_{1}}}\\&\vdots \\x&\equiv a_{k}{\pmod {n_{k}}},\end{aligned}}}
kjer so si {\displaystyle n_{i}} med sabo tuji. Prvi dve enačbi imata rešitev {\displaystyle a_{1,2}} po prejšnjem dokazu. Množica rešitev prvih dveh enačb je množica vseh rešitev enačbe
{\displaystyle x\equiv a_{1,2}{\pmod {n_{1}n_{2}}}.}
Ker so ostali {\displaystyle n_{i}} tuji z {\displaystyle n_{1}n_{2},}, se to zmanjša iz reševanja k enačb na podoben primer reševanja {\displaystyle k-1} enačb. Če ta postopek ponavljamo, na koncu dobimo rešitev začetnega problema.

### Obstoj (direktna konstrukcija)
Za konstrukcijo rešitve, ni nujno, da naredimo indukcijo na številih modulov. Toda takšna direktna konstrukcija obravnava več izračunov pri velikih številih, kar jo naredi manj učinkovito in manj uporabljeno. Toda Lagrangova interpolacija je poseben primer te konstrukcije, ki se namesto na cela števila nanaša na polinome.
Naj bo {\displaystyle N_{i}=N/n_{i}} produkt vseh modulov, razen ena. Ker so si {\displaystyle n_{i}} med sabo tuji, sta si tuja tudi {\displaystyle N_{i}} in {\displaystyle n_{i}}. Bézoutova identiteta pove, da obstajata celi števili {\displaystyle M_{i}} in {\displaystyle m_{i}}, da velja
{\displaystyle M_{i}N_{i}+m_{i}n_{i}=1.}
Rešitev sistema kongruenc je
{\displaystyle x=\sum _{i=1}^{k}a_{i}M_{i}N_{i}.}
Ker je {\displaystyle N_{j}} večkratnik od {\displaystyle n_{i}}, če {\displaystyle i\neq j},
dobimo
{\displaystyle x\equiv a_{i}M_{i}N_{i}\equiv a_{i}(1-m_{i}n_{i})\equiv a_{i}{\pmod {n_{i}}},}
za vsak {\displaystyle i}.